# Paracrocidura
Paracrocidura là một chi động vật có vú trong họ Chuột chù, bộ Soricomorpha. Chi này được Heim de Balsac miêu tả năm 1956. Loài điển hình của chi này là Paracrocidura schoutedeni Heim de Balsac, 1956.

## Các loài
Chi này gồm các loài: